# Geschwaderkennung
Geschwaderkennung foi uma marca de identificação de aeronaves usada pela Luftwaffe, que ficava assente na fuselagem. Introduzida em 1938, era composta por uma letra e um número, referentes ao Gruppe. Do outro lado da Balkenkruez, mais dois dígitos eram desenhados, para identificar a posição da aeronave dentro do Gruppe. A letra mais próxima da Balkenkreuz quando era pintada de verde, identificava que a aeronave pertencia ao Stab.